# Colubrina faralaotra
Colubrina faralaotra är en brakvedsväxtart som först beskrevs av Joseph Marie Henry Alfred Perrier de la Bâthie, och fick sitt nu gällande namn av René Paul Raymond Capuron. Colubrina faralaotra ingår i släktet Colubrina och familjen brakvedsväxter.

## Underarter
Arten delas in i följande underarter:
- C. f. sinuata
- C. f. trichocarpa